# ペエスケ
『ペエスケ』は1979年1月4日から1992年6月27日まで朝日新聞の夕刊（統合版のみの配達地域及び国際衛星版は朝刊）で連載されていた4コマ漫画である。作者は園山俊二。朝日新聞夕刊に連載されていたサトウサンペイの「フジ三太郎」が、「サザエさん」休載後に四コマ漫画不在となっていた朝刊へ移動するのに伴い、新たに夕刊連載の四コマ漫画としてスタート。しかし、作者・園山の病状悪化に伴い、1992年6月27日、3,764回目の掲載を最後に休載、未完のまま半年後の園山の死により絶筆となった。
1990年にはアニメ化がされた。

## 概要
「フジ三太郎」と同じサラリーマン漫画だが、新聞漫画には珍しいストーリー4コマで、連載が進むにつれ登場人物が年をとるのが特徴である。ちなみに主人公・ペエスケこと平野平助は、1979年1月の登場時は卒業間近の大学生で、最初の3ヶ月はキャンパスライフやバイトに精を出す貧乏学生としての姿も若干は描かれていた。その後同年4月に新入社員となったのを機に本格的サラリーマン漫画へ移行、やがて将来の妻・ヒロコや愛犬ガタピシ等の出会いにより徐々にファミリー漫画の様相へ、と時間を追うごとにスタイルも少しずつ変化していった。
園山は、当初は新聞の四コマ漫画という事で、先輩格のサトウサンペイ『フジ三太郎』を意識しすぎるあまり、政治や時事といった話題を織り込まねばならないのかと苦悩した時期もあったとの事だが、ガタピシの登場後、その愛らしい表情やほのぼのとした雰囲気が評判となったため、後に自身もガタピシにより救われたとコメントしている。こうした園山らしい平和でほのぼのした世界観が新聞漫画の範疇を超えた人気を集めたが、作者の急死により絶筆となったことは広く惜しまれた。
ちなみにサトウが病気で『三太郎』が休載した時、ペエスケが入院中の三太郎を見舞いに行く話を園山が描いた。ところがサトウは復帰すると『三太郎』で同じシチュエーションの続編を描き、園山もこれを受けて作品で応答したので、朝刊と夕刊のどっちに、どっちの作者がどっちの作品を描いているのか、混乱し兼ねない状況が暫く続いた事がある。これもコラボレーションの一種と言える。

## 平野家の主な登場人物
平野平助（ペエスケ）愛称は「ペエスケ」。普通のサラリーマン。さえない役どころなるも、心優しき主人公。
平野ヒロ子ペエスケの妻。元はペエスケが新入社員として入社した職場の同僚。つまり職場結婚。平太出産時にガタピシと一時的に引き離されたことを悲しむが、検査の結果同居を認められる。
平野平太ペエスケ夫妻の長男（第一子）。ヒロミが生まれたときはジェラシーからひねくれていたが、よきお兄ちゃん。
平野ヒロミペエスケ夫妻の長女（第二子）。
ガタピシペットの犬。近所に住んでいた犬の生まれたての子供一匹をペエスケが預かり、以後欠かせぬペエスケの相棒、後には平野家の大切な一員に。後にファンクラブも結成され、ぬいぐるみも発売されるほど、この漫画のマスコット的存在として人気を呼んだ。名前の由来は、朝、ペエスケが立て付けの悪い雨戸を開ける音（「ガタッ、ピシ」）に敏感に反応、“お散歩だ、お散歩だ”と喜んで飛び跳ねる事から。

## その他の登場人物
大家さん夫妻ペエスケが住むアパートの大家夫妻。ガタピシを飼うことを特別に認めてくれるだけでなく、ペエスケ夫妻の新婚旅行中にはガタピシを預かったり、平太やヒロミを実の孫のように可愛がったりする、優しい老夫婦。
駅員さんペエスケが毎日利用する駅の係員。切符切りでペエスケのスーツやクツを切ってしまったことも。
職場の課長・同僚ペエスケとヒロコの職場の同僚。
ガンコちゃん平太の幼稚園の同級生。気が強くて男勝りな女の子。子ワニのワニンを飼っていたがアフリカに強制送還されてしまう。
サツキちゃん平太が思いを寄せる幼稚園の同級生。おしゃれが大好き。ガタピシとペパーミントの子供・ガペの飼い主。
ペパーミントガタピシの妻。ヒロコの友人のピアニストの飼い犬。

## アニメ

### 概要
1990年4月から1991年3月まで、『ガタピシ』のタイトルでテレビ朝日にて帯番組として放送された。全199話。株式会社三貴（ファニィ名義）の一社提供。アニメと実写による2パート構成となっている。関東ローカルだったが、後にテレ朝チャンネルでも放送された。実写コーナーの番組ナビゲーターとして西村知美を起用していた。
なお、18時50分枠で帯のアニメが放送されたのは藤子不二雄劇場・「忍者ハットリくん」（1987年9月まで単独番組として放送。同10月-12月は「パオパオチャンネル」の枠内でのフロート番組で金曜のみ継続）以来である。（1987年10月-1989年3月の「パオパオチャンネル」の枠でも藤子不二雄のアニメ作品は放送されていたが、日替わりであった）

### 登場人物
ガタピシ
声 - 横沢啓子
このアニメの主人公。白の雑種犬だが、かなり賢い。名の由来は、雨戸を引きずる音『ガタガタ、ピシ』とすると散歩の時間と思い喜ぶところから付けられた（第1話「名前はガタピシ」、第53話「なかよし金魚」より）。いつも平太のお守り役を押し付けられているが、平太とは兄弟の様に仲が良い。得意芸は逆立ちとバック転。雌犬のペパーミントにベタ惚れしている。普段は「アンアン」などと犬語しか発しないが、番組タイトルコール、並びに後期のエンディング（第129話「ピアノでハッスル」より）にはセリフがあった（それ以外にも本編でもセリフが何度かあった）。
平野平太
声 - 田中真弓
通称へーたん。まだ2～3歳位の幼児。一人っ子のせいか、かなり我侭。ガタピシが大好きで、ひと時も離れないでいる。
平野平助（ペエスケ）
声 - 肝付兼太
愛称は「ペエスケ」。原作の「ペエスケ」では主人公。平太の父で、ごく普通のサラリーマン。今一つ冴えないが、家族思いの優しい男性。前期では鼻の色が赤だったが、後期の第111話よりオレンジに変わっている。
平野ヒロ子
声 - 一城みゆ希
平太の母。専業主婦。明るく大らかな性格だが、時々平太をほったらかしにしてしばしば騒ぎを起こす。
大家さん
声 - 八奈見乗児
平野家の住むアパート『富士見荘』のオーナーで、アパートのすぐ隣に住んでいる。平野一家を実の息子夫婦の様に思っている。
おばあさん
声 - 京田尚子
大家さんの妻。平太を本当の孫のように可愛がってくれている。
ペパーミント
声 - 林玉緒
ガタピシのガールフレンドの雌犬。ガタピシにそっくり。
山野百合子
声 - 水原リン（現：真山亜子）
ペパーミントの飼い主の女性で、ヒロ子の友人。

### スタッフ
- 原作 - 園山俊二（朝日新聞夕刊「ペエスケ」より）
- 監督 - 笹川ひろし
- 構成 - くにトシロー
- 総作画監督 / キャラクターデザイン - 小川博司
- 美術監督 - 西川淳一郎
- 撮影監督 - 伊藤修一
- 録音監督 - 小林克良
- 音楽 - 有澤孝紀
- 編集 - 岡安編集室
- プロデューサー - 加藤守啓→小泉美明（テレビ朝日）、加藤良雄（シンエイ動画）
- 制作 - テレビ朝日、シンエイ動画

### 主題歌
「虹の切符」（第1話 - 第40話）
作詞・作曲 - みなみらんぼう / 編曲 - 石原眞治 / 唄 - 山野さと子
「ガタピシ!」（第41話 - 第199話）
作詞：園山俊二 / 補作詞・作曲：みなみらんぼう / 編曲：石原眞治 / 唄 - 横沢啓子
前者は、オープニングとして流れており、後者は逆にエンディングとして流れていた。主題歌が変わると冒頭では「ガタピシー」と声をかけられたらガタピシが一回吠えるものとなっていた。

### 各話リスト
| 話数 | サブタイトル            | 脚本     | コンテ                   | 演出                     | 作画監督                 | 放映日         |
| ---- | ----------------------- | -------- | ------------------------ | ------------------------ | ------------------------ | -------------- |
| 1    | 名前はガタピシ          | 三上牧子 | 笹川ひろし               | 中村憲由                 | 小川博司                 | 1990年 4月23日 |
| 2    | ガタピシの子守うた      | 三上牧子 | 須永司                   | 須永司                   | 高橋敏雄                 | 4月24日        |
| 3    | おむかえガタピシ        | 三上牧子 | 鈴木幸雄                 | 鈴木幸雄                 | 動画工房                 | 4月25日        |
| 4    | 注射のごほうび          | 三上牧子 | ささきひろゆき           | ささきひろゆき           | 畑良子                   | 4月26日        |
| 5    | ママのお弁当            | 三上牧子 | 須永司                   | 池上太郎                 | 吉田利喜                 | 4月27日        |
| 6    | アイスクリームの花      | 三上牧子 | 池上太郎                 | ささきひろゆき           | 古宇田文男               | 5月1日         |
| 7    | 迷子の潮干狩り          | 三上牧子 | 須永司                   | 須永司                   | 畑良子                   | 5月2日         |
| 8    | わが家のエリート        | 三上牧子 | 動画工房                 | 動画工房                 | 動画工房                 | 5月3日         |
| 9    | 青空に泳げ              | 三上牧子 | 飛鳥厚輔                 | 中村憲由                 | 篠原信子                 | 5月4日         |
| 10   | ママの同窓会            | 三上牧子 | 西村純二                 | 須永司                   | 高橋敏雄                 | 5月7日         |
| 11   | 上手に撮って            | 三上牧子 | 飛鳥厚輔                 | 中村憲由                 | 篠原信子                 | 5月8日         |
| 12   | パパの巣箱作り          | 三上牧子 | 池上太郎                 | ささきひろゆき           | トミプロダクション       | 5月9日         |
| 13   | おさかな地震計          | 三上牧子 | 動画工房                 | 動画工房                 | 動画工房                 | 5月10日        |
| 14   | なかよしが一番          | 三上牧子 | 西村純二                 | 須永司                   | 本間紀子                 | 5月11日        |
| 15   | うっかりママ            | 三上牧子 | ささきひろゆき           | ささきひろゆき           | 篠原信子                 | 5月14日        |
| 16   | いっしょに遊んで        | 三上牧子 | 動画工房                 | 動画工房                 | 動画工房                 | 5月15日        |
| 17   | パパは野球選手          | 三上牧子 | 池上太郎                 | ささきひろゆき           | 古宇田文男               | 5月16日        |
| 18   | 青空ピクニック          | 桜井正明 | 須永司                   | 須永司                   | 大西克美                 | 5月17日        |
| 19   | おふろ大好き            | 桜井正明 | 野中和実                 | 野中和実                 | 野中和実                 | 5月18日        |
| 20   | ママもお仕事?           | 桜井正明 | 西村純二                 | 小川博司                 | 畑良子                   | 5月21日        |
| 21   | ゆびきりげんまん        | 三上牧子 | ささきひろゆき           | ささきひろゆき           | 田辺由憲                 | 5月22日        |
| 22   | ふっくらひざまくら      | 三上牧子 | 野田作樹                 | 八潮南                   | 飯山嘉昌                 | 5月23日        |
| 23   | みんなでお昼寝          | 三上牧子 | 動画工房                 | 動画工房                 | 動画工房                 | 5月24日        |
| 24   | わが家の福の神          | 桜井正明 | 西村純二                 | 森一浩                   | 高橋敏雄                 | 5月25日        |
| 25   | ガタピシは名探偵        | 三上牧子 | 巌武                     | 巌武                     | 吉田利喜                 | 5月28日        |
| 26   | だめはだめ!             | 桜井正明 | 池上太郎                 | 八潮南                   | 大西克美                 | 5月29日        |
| 27   | おお、ボーナス          |          |                          |                          |                          | 5月31日        |
| 28   | 父の日のプレゼント      |          |                          |                          |                          | 6月1日         |
| 29   | カエルの子はカエル      |          |                          |                          |                          | 6月4日         |
| 30   | みんなで元気            |          |                          |                          |                          | 6月5日         |
| 31   | お家でカンパイ          |          |                          |                          |                          | 6月6日         |
| 32   | ママつよーい            |          |                          |                          |                          | 6月7日         |
| 33   | なくて七くせ            |          |                          |                          |                          | 6月8日         |
| 34   | タイムカプセル          |          |                          |                          |                          | 6月11日        |
| 35   | サラダ大好き            | 中弘子   |                          |                          | 畑良子                   | 6月12日        |
| 36   | まねっ子平太            | 桜井正明 | ささきひろゆき           | ささきひろゆき           | 山田一郎                 | 6月13日        |
| 37   | おみやげたくさん        | 三上牧子 | 巌武                     | 巌武                     | 吉田利喜                 | 6月14日        |
| 38   | ムシ歯でにっこり        | 桜井正明 | 橋本三四郎               | 牧野滋人                 | 動画工房                 | 6月15日        |
| 39   | さよなら平太?           | 中弘子   | 池上太郎                 | なかじまちゅうじ         | 畑良子                   | 6月18日        |
| 40   | 夢のマイホーム          | 桜井正明 | 西村純二                 | なかじまちゅうじ         | 畑良子                   | 6月19日        |
| 41   | 小さなお客様            | 桜井正明 | 巌武                     | 巌武                     | 吉田利喜                 | 6月20日        |
| 42   | ママのかんちがい        | 桜井正明 | 森一浩                   | 森一浩                   | 畑良子                   | 6月21日        |
| 43   | いつまでもいっしょ      | 桜井正明 | 木村哲                   | 木村哲                   | 伊藤郁子                 | 6月22日        |
| 44   | 地球があぶない          | 桜井正明 | 八潮南                   | 八潮南                   | 古宇田文男               | 6月25日        |
| 45   | ヒコーキ大好き          | 桜井正明 | 池上太郎                 | 小川博司                 | 大西克美                 | 6月26日        |
| 46   | ぷりぷり反抗期          | 三上牧子 | 西村純二                 | ささきひろゆき           | 小川博司                 | 6月27日        |
| 47   | パパママおでかけ        | 中弘子   | 小堤一明                 | 小堤一明                 | 小堤一明                 | 6月28日        |
| 48   | やさしくたんとん        | 桜井正明 | 動画工房                 | 動画工房                 | 森中正春                 | 6月29日        |
| 49   | 花火は夜に              | 桜井正明 | 巌武                     | 小川博司                 | 大西克美                 | 7月2日         |
| 50   | プールでおふろ          | 中弘子   | 田島末吉                 | 八潮南                   | 小川博司                 | 7月3日         |
| 51   | パパの手料理            | 三上牧子 | 西村純二                 | 吉田利喜                 | 吉田利喜                 | 7月5日         |
| 52   | ふたりの金太郎          | 桜井正明 | ささきひろゆき           | ささきひろゆき           | 畑良子                   | 7月6日         |
| 53   | なかよし金魚            | 桜井正明 | 巌武                     | 牛草健                   | 伊藤郁子                 | 7月9日         |
| 54   | 泳げガタピシ            | 三上牧子 | 桜山順一                 | 棚沢たかし               | 森中正春                 | 7月10日        |
| 55   | 風さんありがとう        | 中弘子   | 木村哲                   | 木村哲                   | 古宇田文男               | 7月11日        |
| 56   | ガタピシ旅に出る        | 桜井正明 | 武藤裕治                 | 武藤裕治                 | 畑良子                   | 7月12日        |
| 57   | いなかでヤッホー        | 桜井正明 | 武藤裕治                 | 武藤裕治                 | 宮崎なぎさ               | 7月16日        |
| 58   | パパまっててね          | 桜井正明 | 武藤裕治                 | 武藤裕治                 | 小川博司                 | 7月17日        |
| 59   | 氷大好き                | 三上牧子 | 田島末吉                 | 大西克美                 | 大西克美                 | 7月18日        |
| 60   | ガタピシ火の用心        | 桜井正明 | 西村純二                 | なかじまちゅうじ         | 畑良子                   | 7月19日        |
| 61   | ストローチューチュー    | 中弘子   | ささきひろゆき           | ささきひろゆき           | 畑良子                   | 7月20日        |
| 62   | ガタピシは赤ちゃん      | 大山歳郎 | 田島末吉                 | 岩根雅明                 | 岩根雅明                 | 7月23日        |
| 63   | 小さなカメラマン        | 桜井正明 | 牧野次朗                 | 牧野次朗                 | 宮崎なぎさ               | 7月24日        |
| 64   | ガァガァと競争          | 桜井正明 | 武藤裕治                 | 武藤裕治                 | 古宇田文男               | 7月25日        |
| 65   | カエルのおんがえし      | 桜井正明 | 西村純二                 | なかじまちゅうじ         | 畑良子                   | 7月26日        |
| 66   | ぴょんぴょんお月様      | 桜井正明 | 巌武                     | 小川博司                 | 小川博司                 | 7月27日        |
| 67   | すべり台スイスイ        | 三上牧子 | 田島末吉                 | 大西克美                 | 大西克美                 | 7月30日        |
| 68   | 迷子のガタピシ          | 桜井正明 | 橋本三四郎               | 棚沢隆                   | 森中正春                 | 7月31日        |
| 69   | 遊園地でかくれんぼ      | 桜井正明 | 牧野次朗                 | 牧野次朗                 | 宮崎なぎさ               | 8月1日         |
| 70   | 幸運のティッシュ        | 中弘子   | プロジェクトチーム・サラ | プロジェクトチーム・サラ | プロジェクトチーム・サラ | 8月2日         |
| 71   | お耳コショコショ        | 大山歳郎 | ささきひろゆき           | ささきひろゆき           | 畑良子                   | 8月3日         |
| 72   | アリさんこりごり        | 三上牧子 | 野中和実                 | 野中和実                 | 野中和実                 | 8月6日         |
| 73   | ガタピシにおまかせ      | 三上牧子 | 虎田功                   | なかじまちゅうじ         | 畑良子                   | 8月7日         |
| 74   | ママだっこ!             | 大山歳郎 | 巌武                     | 吉田利喜                 | 吉田利喜                 | 8月8日         |
| 75   | 小さなお手伝い          | 大山歳郎 | 木村哲                   | 木村哲                   | 宮崎なぎさ               | 8月9日         |
| 76   | 学校に行きたい          | 岸間信明 | 田島末吉                 | 棚沢隆                   | 野中正春                 | 8月10日        |
| 77   | お家に帰りたい          | 中弘子   | 岩根雅明                 | 岩根雅明                 | 岩根雅明                 | 8月14日        |
| 78   | 消えた三輪車            | 桜井正明 | 西村純二                 | 酢豆腐                   | 小林勝利                 | 8月15日        |
| 79   | ヒヨコのパパ            | 桜井正明 | 田島末吉                 | 古宇田文男               | 古宇田文男               | 8月16日        |
| 80   | 波のりガタピシ          | 桜井正明 | 虎田功                   | なかじまちゅうじ         | 畑良子                   | 8月17日        |
| 81   | みんなまっ黒            | 岸間信明 | 巌武                     | 大西克美                 | 大西克美                 | 8月20日        |
| 82   | モデルはおまかせ        | 三上牧子 | ささきひろゆき           | ささきひろゆき           | 畑良子                   | 8月21日        |
| 83   | ガタピシのこわいもの    | 中弘子   | 巌武                     | 巌武                     | 巌武                     | 8月22日        |
| 84   | 思いがけない感謝状      | 三上牧子 | 武藤裕治                 | 武藤裕治                 | 武藤裕治                 | 8月23日        |
| 85   | おみこしわっしょい      | 岸間信明 | ミトコンドリア           | ミトコンドリア           | ミトコンドリア           | 8月24日        |
| 86   | スイカで玉乗り          | 桜井正明 | 牛草健                   | 牛草健                   | 畑良子                   | 8月27日        |
| 87   | おてがらガタピシ        | 三上牧子 | 牧野次朗                 | 牧野次朗                 | 畑良子                   | 8月28日        |
| 88   | ジャブジャブ川あそび    | 桜井正明 | 田島末吉                 | 棚沢隆                   | 森中正春                 | 8月29日        |
| 89   | どっちが悪い            | 桜井正明 | 西村純二                 | なかじまちゅうじ         | 畑良子                   | 8月30日        |
| 90   | オバケがでるぞ          | 大山歳郎 | 田島末吉                 | 大西克美                 | 大西克美                 | 8月31日        |
| 91   | ガタピシつよいね        | 三上牧子 | 虎田功                   | 古宇田文男               | 古宇田文男               | 9月3日         |
| 92   | とべとべ赤とんぼ        | 三上牧子 | 牛草健                   | 吉田利喜                 | 吉田利喜                 | 9月4日         |
| 93   | いけませんシール        | 岸間信明 | ささきひろゆき           | ささきひろゆき           | 宮崎なぎさ               | 9月5日         |
| 94   | まねっこ九官鳥          | 桜井正明 | 西村純二                 | 大西克美                 | 大西克美                 | 9月6日         |
| 95   | ガタピシのおつかい      | 桜井正明 | 田島末吉                 | なかじまちゅうじ         | 畑良子                   | 9月7日         |
| 96   | みんなで早起き          | 桜井正明 | 虎田功                   | なかじまちゅうじ         | 畑良子                   | 9月10日        |
| 97   | サーファーをめざせ      | 大山歳郎 | 岩根雅明                 | 岩根雅明                 | 岩根雅明                 | 9月11日        |
| 98   | 木のぼりガタピシ        | 中弘子   | 牧野次朗                 | 牧野次朗                 | 畑良子                   | 9月12日        |
| 99   | おとまりガタピシ        | 三上牧子 | 田島末吉                 | 武藤裕治                 | 森中正春                 | 9月14日        |
| 100  | チョウチョと遊ぼ        | 大山歳郎 | 小川博司                 | 小川博司                 | 小川博司                 | 9月17日        |
| 101  | かぜひきママ            | 中弘子   | 村田藤吉                 | 村田藤吉                 | 村田藤吉                 | 9月18日        |
| 102  | およばれガタピシ        | 岸間信明 | 西村純二                 | なかじまちゅうじ         | 畑良子                   | 9月20日        |
| 103  | ペパーミントちゃん      | 桜井正明 | 巌武                     | 吉田利喜                 | 吉田利喜                 | 9月21日        |
| 104  | あした天気になーれ      | 桜井正明 | プロジェクトチーム・サラ | 古宇田文男               | 古宇田文男               | 9月24日        |
| 105  | ママに会いたい          | 桜井正明 | 田島末吉                 | 大西克美                 | 大西克美                 | 9月25日        |
| 106  | ガタピシの家出          | 中弘子   | ささきひろゆき           | ささきひろゆき           | 畑良子                   | 9月26日        |
| 107  | ガタピシの天気予報      | 中弘子   | 巌武                     | 竹内大三                 | 畑良子                   | 9月27日        |
| 108  | お口の体操              | 三上牧子 | 虎田功                   | 棚沢隆                   | 森中正春                 | 9月28日        |
| 109  | 平太のお医者さん        | 桜井正明 | 牛草健                   | 牛草健                   | 小川博司                 | 10月8日        |
| 110  | ドドドン盆踊り          | 桜井正明 | 武藤裕治                 | 武藤裕治                 | 畑良子                   | 10月9日        |
| 111  | 平太はホームラン王      | 大山歳郎 | 武藤裕治                 | 武藤裕治                 | むとうゆーじ             | 10月11日       |
| 112  | ハートがドキドキ        | 桜井正明 | 塚田洋子                 | 塚田洋子                 | 塚田洋子                 | 10月12日       |
| 113  | お庭でキャンプ          | 岸間信明 | 虎田功                   | なかじまちゅうじ         | 畑良子                   | 10月15日       |
| 114  | 美術館でハラハラ        | 岸間信明 | 巌武                     | 吉田利喜                 | 吉田利喜                 | 10月16日       |
| 115  | やきいもやーい!         | 桜井正明 | 牧野次朗                 | 牧野次朗                 | 古宇田文男               | 10月18日       |
| 116  | シュークリームを守れ    | 岸宗生   | 巌武                     | 大西克美                 | 大西克美                 | 10月19日       |
| 117  | あこがれのアイドル      | 三上牧子 | ささきひろゆき           | ささきひろゆき           | 畑良子                   | 10月22日       |
| 118  | スズメのお宿            | 大山歳郎 | 田島末吉                 | 竹内大三                 | 竹内大三                 | 10月23日       |
| 119  | まいごの子ネコ          | 岸間信明 | 虎田功                   | 棚沢隆                   | 森中正春                 | 10月25日       |
| 120  | おにいちゃんになるぞ    | 三上牧子 | 西村純二                 | 武藤裕治                 | 宮崎なぎさ               | 10月26日       |
| 121  | ドキドキおよばれ        | 桜井正明 | 巌武                     | 大西克美                 | 大西克美                 | 10月29日       |
| 122  | マツタケみ～つけた      | 桜井正明 | 虎田功                   | なかじまちゅうじ         | 古宇田文男               | 10月30日       |
| 123  | 恋のライバル            | 岸間信明 | 西村純二                 | 吉田健次郎               | 吉田利喜                 | 11月1日        |
| 124  | カセットでうっとり!     | 大山歳郎 | 巌武                     | 吉田利喜                 | 畑良子                   | 11月2日        |
| 125  | 小さなコンサート        | 岸間信明 | ささきひろゆき           | ささきひろゆき           | 畑良子                   | 11月5日        |
| 126  | ガタピシ浦島太郎        | 大山歳郎 | 竹内大三                 | 竹内大三                 | 竹内大三                 | 11月6日        |
| 127  | ガタピシの超能力        | 桜井正明 | 岩根雅明                 | 岩根雅明                 | 岩根雅明                 | 11月8日        |
| 128  | わんわんパン食い競争    | 桜井正明 | 虎田功                   | なかじまちゅうじ         | 畑良子                   | 11月9日        |
| 129  | ピアノでハッスル        | 岸間信明 | 巌武                     | 吉田利喜                 | 吉田利喜                 | 11月12日       |
| 130  | ガタピシのダイエット    | 中弘子   | 虎田功                   | 古宇田文男               | 古宇田文男               | 11月13日       |
| 131  | おもしろメガホン        | 桜井正明 | 平松禎史                 | なかじまちゅうじ         | 畑良子                   | 11月15日       |
| 132  | 天才ガタピシ            | 中弘子   | 巌武                     | 大西克美                 | 大西克美                 | 11月16日       |
| 133  | ガタピシあげる          | 中弘子   | 村田藤吉                 | 村田藤吉                 | 村田藤吉                 | 11月19日       |
| 134  | 笑顔の競争              | 桜井正明 | むとうゆーじ             | むとうゆーじ             | むとうゆーじ             | 11月20日       |
| 135  | 歯みがきエラ～イ!       | 岸宗生   | ささきひろゆき           | ささきひろゆき           | 畑良子                   | 11月22日       |
| 136  | ガタピシいっすんぼうし  | 大山歳郎 | 竹内大三                 | 竹内大三                 | 竹内大三                 | 11月23日       |
| 137  | ボクをおいていかないで  | 岸間信明 | 牧野次朗                 | 牧野次朗                 | 畑良子                   | 11月26日       |
| 138  | 大きいほうがすき        | 三上牧子 | 巌武                     | 吉田利喜                 | 吉田利喜                 | 11月27日       |
| 139  | ガタピシサーカス        | 桜井正明 | 虎田功                   | 古宇田文男               | 古宇田文男               | 11月29日       |
| 140  | コーヒーでパッチリ!     | 桜井正明 | 田島末吉                 | 大西克美                 | 大西克美                 | 11月30日       |
| 141  | 誕生日がほしい          | 桜井正明 | ささきひろゆき           | ささきひろゆき           | 畑良子                   | 12月3日        |
| 142  | ぼくのプレゼント        | 桜井正明 | 牛草健                   | 牛草健                   | 畑良子                   | 12月4日        |
| 143  | みんなでお月見          | 大山歳郎 | 巌武                     | 巌武                     | 巌武                     | 12月6日        |
| 144  | ガタピシ空をとぶ        | 三上牧子 | 巌武                     | 大関紀子                 | 小川博司                 | 12月7日        |
| 145  | 一枚の写真              | 三上牧子 | むとうゆーじ             | むとうゆーじ             | むとうゆーじ             | 12月10日       |
| 146  | カレーはこりごり        | 三上牧子 | 虎田功                   | 古宇田文男               | 古宇田文男               | 12月11日       |
| 147  | タコタコあがれ          | 岸間信明 | 竹内大三                 | 竹内大三                 | 竹内大三                 | 12月13日       |
| 148  | ガタピシ返して!         | 三上牧子 | 虎田功                   | 大西克美                 | 大西克美                 | 12月14日       |
| 149  | 割れたツボ              | 三上牧子 | 西村純二                 | なかじまちゅうじ         | 畑良子                   | 12月17日       |
| 150  | サンタさんとお約束      | 岸間信明 | 竹内大三                 | 竹内大三                 | 宮崎なぎさ               | 12月18日       |
| 151  | ぼくたち、風の子        | 桜井正明 | 西村純二                 | 吉田利喜                 | 吉田利喜                 | 12月20日       |
| 152  | こんにちは雪だるま      | 桜井正明 | 小川博司                 | 小川博司                 | 小川博司                 | 12月21日       |
| 153  | ガタピシと豆の木        | 大山歳郎 | 野中和実                 | 野中和実                 | 野中和実                 | 1991年 1月7日  |
| 154  | ギョーザでプンプン      | 三上牧子 | ささきひろゆき           | ささきひろゆき           | むとうゆーじ             | 1月8日         |
| 155  | 割れた風船              | 三上牧子 | 岩根雅明                 | 岩根雅明                 | 岩根雅明                 | 1月10日        |
| 156  | ガタピシにお願い        | 三上牧子 | 牧野次朗                 | 牧野次朗                 | 畑良子                   | 1月11日        |
| 157  | ここはどこ?             | 三上牧子 | 村田藤吉                 | 村田藤吉                 | 村田藤吉                 | 1月14日        |
| 158  | ケン玉コッツン          | 大山歳郎 | 田島末吉                 | 古宇田文男               | 古宇田文男               | 1月15日        |
| 159  | ネクタイはえらい!?      | 中弘子   | ささきひろゆき           | ささきひろゆき           | 畑良子                   | 1月18日        |
| 160  | 平タンのおうち          | 岸宗生   | 西村純二                 | 大西克美                 | 大西克美                 | 1月21日        |
| 161  | ガタピシ時計            | 岸宗生   | 巌武                     | 吉田利喜                 | 大西克美                 | 1月22日        |
| 162  | 火の用心、かぜ用心      | 桜井正明 | 虎田功                   | なかじまちゅうじ         | 畑良子                   | 1月24日        |
| 163  | おたずね者、平太        | 大山歳郎 | むとうゆーじ             | むとうゆーじ             | むとうゆーじ             | 1月25日        |
| 164  | あったか屋台            | 岸間信明 | 竹内大三                 | 竹内大三                 | 竹内大三                 | 1月28日        |
| 165  | 縁結びの鈴でしあわせ    | 中弘子   | 虎田功                   | なかじまちゅうじ         | 畑良子                   | 1月29日        |
| 166  | まほうつかい平太        | 岸間信明 | ささきひろゆき           | ささきひろゆき           | 畑良子                   | 1月31日        |
| 167  | なかよしマフラー        | 中弘子   | むとうゆーじ             | むとうゆーじ             | 吉田利喜                 | 2月1日         |
| 168  | つり名人はだあれ?       | 三上牧子 | 虎田功                   | 古宇田文男               | 古宇田文男               | 2月4日         |
| 169  | ガタピシのシンデレラ    | 大山歳郎 | 西村純二                 | 大西克美                 | 大西克美                 | 2月5日         |
| 170  | ねむっちゃダメ!         | 中弘子   | 西村純二                 | なかじまちゅうじ         | 畑良子                   | 2月7日         |
| 171  | ケンカで仲良し          | 岸宗生   | 牛草健                   | 牛草健                   | 畑良子                   | 2月８日        |
| 172  | タクシーにのりたい      | 三上牧子 | 虎田功                   | 大西克美                 | 大西克美                 | 2月11日        |
| 173  | シッポでごきげん        | 岸間信明 | 竹内大三                 | 竹内大三                 | 竹内大三                 | 2月12日        |
| 174  | ガタピシ湯タンポ        | 三上牧子 | むとうゆーじ             | むとうゆーじ             | むとうゆーじ             | 2月14日        |
| 175  | だれにもあげない        | 三上牧子 | ささきひろゆき           | ささきひろゆき           | 畑良子                   | 2月15日        |
| 176  | ガタピシは男だ!         | 岸宗生   | 西村純二                 | 武藤裕治                 | 畑良子                   | 2月18日        |
| 177  | おうちのえいりあん      | 岸間信明 | 牧野次朗                 | 牧野次朗                 | 畑良子                   | 2月19日        |
| 178  | 平太のコレクション      | 大山歳郎 | 巌武                     | 吉田利喜                 | 吉田利喜                 | 2月21日        |
| 179  | ガタピシはあめおとこ?   | 岸間信明 | 虎田功                   | 古宇田文男               | 古宇田文男               | 2月22日        |
| 180  | クジ引き勝負!           | 大山歳郎 | 竹内大三                 | 竹内大三                 | 竹内大三                 | 2月25日        |
| 181  | ガタピシ電車            | 三上牧子 | 巌武                     | 大西克美                 | 大西克美                 | 2月26日        |
| 182  | さむがり平太            | 大山歳郎 | ささきひろゆき           | ささきひろゆき           | 畑良子                   | 2月28日        |
| 183  | お手本ガタピシ          | 岸宗生   | むとうゆーじ             | むとうゆーじ             | むとうゆーじ             | 3月1日         |
| 184  | ぼくの先祖は?           | 三上牧子 | 虎田功                   | 吉田利喜                 | 吉田利喜                 | 3月4日         |
| 185  | へーたんガマンする      | 岸間信明 | ささきひろゆき           | ささきひろゆき           | 宮崎なぎさ               | 3月5日         |
| 186  | 平太のサーカス珍騒動    | 大山歳郎 | 竹内大三                 | 竹内大三                 | 竹内大三                 | 3月7日         |
| 187  | パパは大工さん          | 岸間信明 | 虎田功                   | 大西克美                 | 大西克美                 | 3月8日         |
| 188  | 切れた鼻緒              | 桜井正明 | 巌武                     | 吉田利喜                 | 吉田利喜                 | 3月11日        |
| 189  | 見える!見える!          | 三上牧子 | 竹内大三                 | 竹内大三                 | 竹内大三                 | 3月12日        |
| 190  | ハンコはいかが?         | 三上牧子 | 虎田功                   | 古宇田文男               | 古宇田文男               | 3月14日        |
| 191  | ガタピシとんぼ返り      | 三上牧子 | 牧野次朗                 | 牧野次朗                 | 畑良子                   | 3月15日        |
| 192  | 透明人間だぞ!           | 中弘子   | むとうゆーじ             | むとうゆーじ             | むとうゆーじ             | 3月18日        |
| 193  | ガタピシといっしょ      | 桜井正明 | 虎田功                   | 吉田利喜                 | 吉田利喜                 | 3月19日        |
| 194  | シーッ!しずかにしずかに | 岸間信明 | 巌武                     | 大西克美                 | 大西克美                 | 3月21日        |
| 195  | こぶとりガタピシ        | 大山歳郎 | 竹内大三                 | 竹内大三                 | 竹内大三                 | 3月22日        |
| 196  | ガタピシきくきく        | 岸間信明 | 岩根雅明                 | 岩根雅明                 | 岩根雅明                 | 3月25日        |
| 197  | 人形取りの天才          | 三上牧子 | 虎田功                   | 古宇田文男               | 古宇田文男               | 3月26日        |
| 198  | 屋台でツルツル          | 三上牧子 | むとうゆーじ             | むとうゆーじ             | 大西克美                 | 3月28日        |
| 199  | 富士見荘タンポポ物語    | 大山歳郎 | ささきひろゆき           | ささきひろゆき           | 畑良子                   | 3月29日        |

| テレビ朝日 月曜 - 金曜 18:50 - 19:00枠 | テレビ朝日 月曜 - 金曜 18:50 - 19:00枠 | テレビ朝日 月曜 - 金曜 18:50 - 19:00枠 |
| 前番組                                 | 番組名                                 | 次番組                                 |
| -------------------------------------- | -------------------------------------- | -------------------------------------- |
| ピッカピカ音楽館                       | ガタピシ                               | どろろんぱっ!                          |

## エピソード
- 園山の死後6年を経た1999年、彼の故郷・松江市の宍道湖東岸、島根県立美術館脇の岸公園に、ガタピシと平太の銅像が湖面を見つめる形で建造され、園山の功績を称える形となっている。
- また、松江市の市内観光バスを運行する一畑バスが、ガタピシとペパーミント（ガタピシのガールフレンドの犬）を車体にペイントした「ガタピシ号」「ペパーミント号」を走らせ話題を呼んだ。
- 同時期に、朝日新聞日曜版に「ハーイあっこです」を連載していたみつはしちかこは、「ハーイあっこです」に平太とガタピシを特別出演させるという形で、園山俊二の死去と絶筆を悼んだ。
- 1989年頃に、朝日新聞のCMがペエスケのアニメーションだった時がある。